# 高家遗址
高家遗址，位于中国青海省民和县转导乡高家村，为第四批青海省文物保护单位，公布日期为1986年5月27日，类型为古遗址。
高家遗址的历史年代为辛店文化、唐汪式。